# Victor Massé

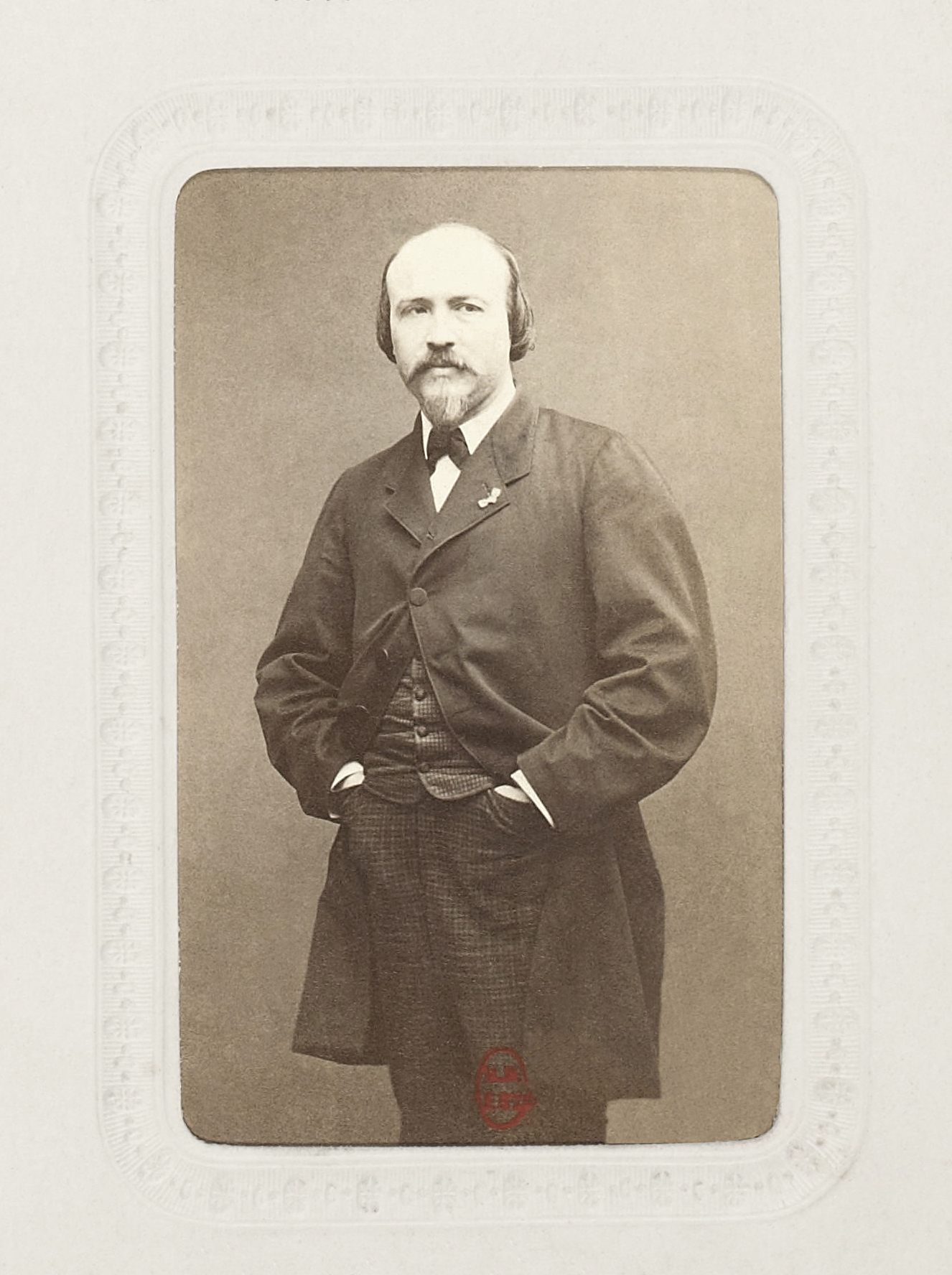
Victor Massé (1822–1884).

Victor Massé, nato Felix-Marie Massé (Lorient, 7 marzo 1822 – Parigi, 5 luglio 1884), è stato un compositore francese.

## Biografia
Massé studiò al Conservatoire de Paris e vinse poi il Prix de Rome nel 1844 per la sua cantata Le rénégat de Tanger prima di dedicarsi alla composizione di opere liriche. Al Conservatorio fu allievo di Jaques Halévy. Egli compose circa venti opere fra le quali si ricordano La chanteuse voilée (1850), seguita dalla più ambiziosa Galathée (1852). La sua opera più famosa è sicuramente la opéra comique Les noces de Jeannette (1853). La sua ultima composizione, Une Nuit de Cléopâtre, venne eseguita postuma nell'aprile 1885. 
Massé morì nel 1884 all'età di 62 anni ed è sepolto nel Cimitero di Montmartre a Parigi.

## Opere
- 1849: La Chambre gothique, opera

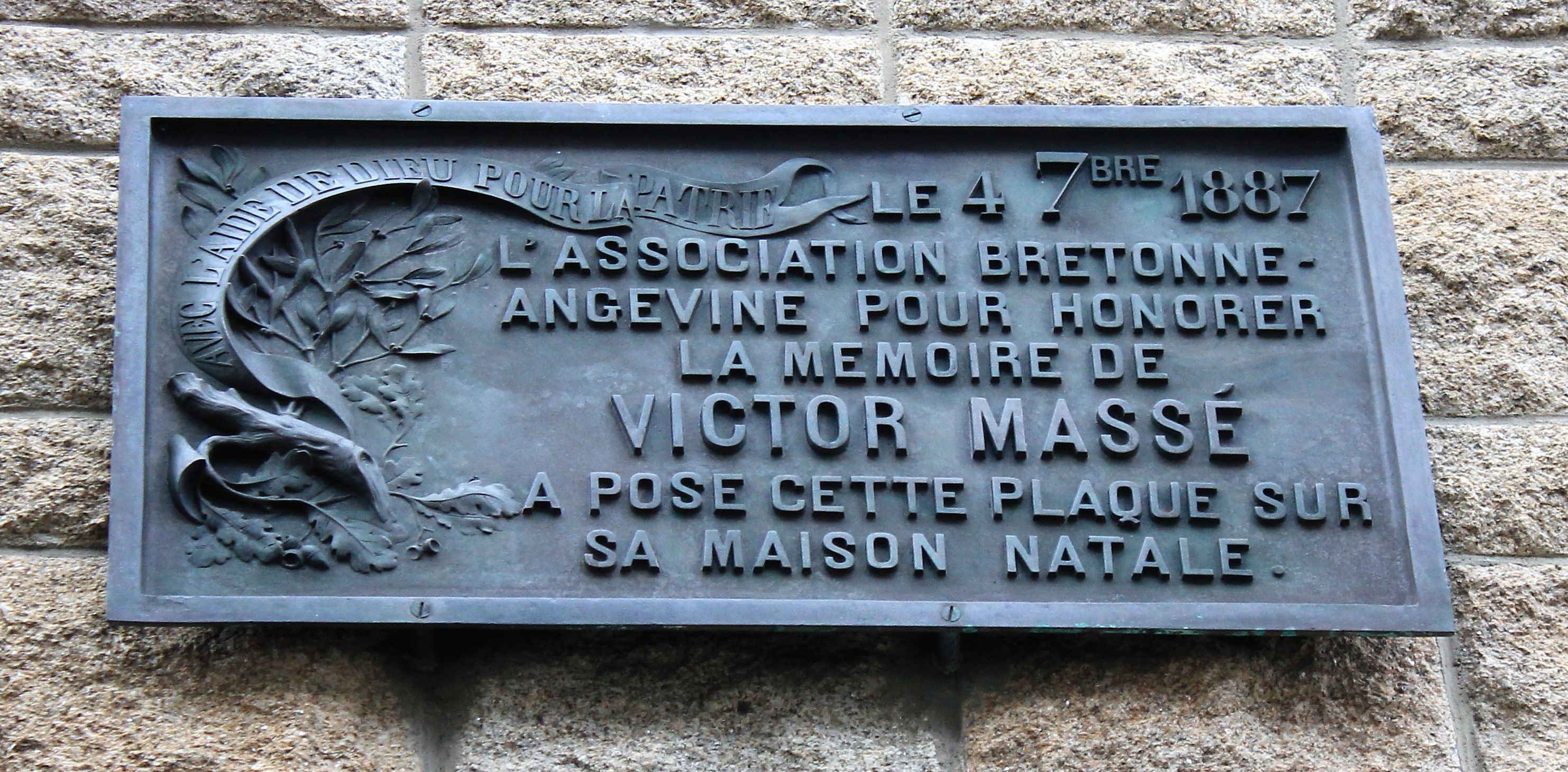
Targa commemorativa del suo luogo di nascita a Lorient.

- 1850: La Chanteuse voilée, libretto di Eugène Scribe e Adolphe de Leuven
- 1852: Galathée, opéra-comique, libretto di Jules Barbier e Michel Carré
- 1853: Les Noces de Jeannette opéra-comique, libretto di Barbier e Carré
- 1854: La Fiancée du diable, libretto di Scribe e H. Romand
- 1855: Miss Fauvette, libretto di Barbier e Carré
- 1855: Les Saisons, opéra-comique in 3 atti, libretto di Barbier e Carré
- 1856: La Reine Topaze, libretto di Lockroy e Léon Battu
- 1857: Le Cousin de Marivaux,, libretto di Léon Battu
- 1858: Les Chaises à porteurs, libretto di Dumanoir e Calirville
- 1859: La Fée Carabosse, libretto di Lockroy e F.lli Cogniard
- 1862: Mariette la promise, librettista ignoto[1]
- 1863: La Mule de Pedro, libretto di Dumanoir
- 1866: Fior d'Aliza, libretto di Michel Carré e Hippolyte Lucas, da Alphonse de Lamartine[2][1]
- 1867: Le Fils du brigadier, libretto di Eugène Labiche e Delacour
- 1876: Paul et Virginie, libretto di Barbier e Carré
- 1878, Une Loi somptuaire,, libretto di Paul Dubourg
- 1879: La Trouvaille,, libretto de Mme Rocheblanc
- 1885: Une nuit de Cléopâtre, opera in 3 atti, libretto di Barbier, da una novella di Théophile Gautier
- 3 recueils de mélodies : Chants bretons, Chants du soir et Chants d'autrefois